# Savona, British Columbia
Savona är en ort i Kanada.   Den ligger i provinsen British Columbia, i den södra delen av landet, 3 400 km väster om huvudstaden Ottawa. Savona ligger 353 meter över havet och antalet invånare är 650.
Terrängen runt Savona är huvudsakligen lite bergig. Savona ligger nere i en dal som går i öst-västlig riktning. Trakten runt Savona är nära nog obefolkad, med mindre än två invånare per kvadratkilometer.. Det finns inga andra samhällen i närheten. 